# Charles Vanhoutte
Charles Vanhoutte (Kortrijk, 16 september 1998) is een Belgisch voetballer, die doorgaans speelt als centrale middenvelder. Sinds medio 2023 staat hij onder contract bij Union Sint-Gillis.

## Clubcarrière
Vanhoutte doorliep de jeugdreeksen van KSC Wielsbeke en Zulte Waregem en kwam ten slotte in de jeugdopleiding van Cercle Brugge terecht. In juli 2018 promoveerde hij naar de eerste ploeg en mocht zijn eerste profcontract ondertekenen. Op 14 mei 2019 kreeg hij van interim-trainer José Jeunechamps zijn eerste officiële speelminuten in het eerste elftal: in de Play-off 2-wedstrijd tegen Royal Excel Moeskroen mocht hij in de 56e minuut invallen voor Naomichi Ueda.
Op 1 september 2019 werd Vanhoutte samen met ploegmaat Robbe Decostere voor één seizoen uitgeleend aan AFC Tubize. Vanhoutte kwam er geregeld aan spelen toe, maar kon de degradatie naar Tweede klasse amateurs niet verhinderen. Na zijn uitleenbeurt werd hij een vaste waarde bij Cercle Brugge, dat hem in december 2020 net als Decostere en Thibo Somers een contractverlenging tot 2023 gaf. Na afloop van het seizoen 2020/21 won hij de Pop-Poll van d'Echte, de prijs voor de beste Cercle-speler van het seizoen.
Voor aanvang van het seizoen 2021/22 werd hij door coach Yves Vanderhaeghe benoemd tot de nieuwe aanvoerder van Cercle Brugge.

## Clubstatistieken
| Seizoen | Club              | Competitie             | Competitie | Competitie | Beker | Beker | Internationaal | Internationaal | Totaal | Totaal |
| Seizoen | Club              | Competitie             | Wed.       | Dlp.       | Wed.  | Dlp.  | Wed.           | Dlp.           | Wed.   | Dlp.   |
| ------- | ----------------- | ---------------------- | ---------- | ---------- | ----- | ----- | -------------- | -------------- | ------ | ------ |
| 2018/19 | Cercle Brugge     | Eerste Klasse A        | 2          | 0          | 0     | 0     | —              | —              | 2      | 0      |
| 2019/20 | → AFC Tubize      | Eerste Klasse amateurs | 16         | 0          | 0     | 0     | —              | —              | 16     | 0      |
| 2020/21 | Cercle Brugge     | Eerste Klasse A        | 28         | 0          | 2     | 0     | —              | —              | 30     | 0      |
| 2021/22 | Cercle Brugge     | Eerste Klasse A        | 31         | 1          | 2     | 0     | —              | —              | 33     | 1      |
| 2022/23 | Cercle Brugge     | Eerste Klasse A        | 27         | 1          | 1     | 0     | —              | —              | 28     | 1      |
| 2023/24 | Union Sint-Gillis | Eerste Klasse A        | 13         | 1          | 0     | 0     | 5              | 0              | 18     | 1      |
| Totaal  | Totaal            | Totaal                 | 104        | 2          | 5     | 0     | 0              | 0              | 109    | 2      |

Bijgewerkt op 10 april 2023.

## Erelijst
| Beker van België   | 1× | 2023/24 |
| Belgische Supercup | 1x | 2024    |
| Pro League         | 1x | 2025    |